# يانا مولر
يانا مولر (بالألمانية: Jana Gerisch)‏ (24 مايو 1978 في ألمانيا - ) هي لاعبة كرة طائرة ألمانيا الشرقية وألمانية (وحملت سابقاً جنسية ألمانيا الشرقية).

## وصلات خارجية
- يانا مولر على موقع عالم الكرة الطائرة (الإنجليزية)